# Manfred Emmel
Manfred Emmel (* 8. Oktober 1945 in Frankfurt am Main) ist ein deutscher Sportler.

## Werdegang
Manfred Emmel wuchs im nordöstlich gelegenen Frankfurter Stadtteil Seckbach unmittelbar in der Nachkriegszeit als Kind einer dort alteingesessenen Familie auf und besuchte die dortige Zentgrafenschule. Seit seiner Kindheit war er sportlich aktiv und trat im Alter von neun Jahren im Jahr 1954 in den Turnverein Seckbach 1875 ein, um den Tischtennissport auszuüben. An den Schulbesuch schloss sich ab 1960 seine Ausbildung zum Elektriker an.
Zu einer Zäsur kam es am 1. August 1963 im Alter von 17 Jahren, als Emmel einen schweren Badeunfall erlitt. Nach einjährigem stationären Aufenthalt in der im Stadtteil ansässigen Berufsgenossenschaftlichen Unfallklinik Frankfurt am Main blieb eine irreversible Querschnittlähmung zurück. Der Unfall ereignete sich drei Wochen vor der geplanten Abschlussprüfung zum Elektriker.
Nach einer psychischen und physischen Neuorientierung nahm Emmel eine neue Berufsausbildung zum Elektroniker im oberbayerischen Waldkraiburg auf. Nach dem erfolgreichen Abschluss dieser Ausbildung und der Rückkehr nach Frankfurt kehrte er auch in seinen alten Verein zurück, um dort – nun im Rollstuhl – weiter erfolgreich Tischtennis zu spielen. Über sieben Jahre widmete er sich dort später auch als Trainer der Jugendbetreuung.
Als in der BG Unfallklinik Frankfurt im Jahr 1967 die Hessische Versehrtensportvereinigung für Querschnittsgelähmte gegründet wurde (1978 umbenannt in Rollstuhl-Sport-Club Frankfurt), engagierte sich Emmel auch dort sportlich und war während der Aufbauphase der Tischtennisabteilung als Übungsleiter aktiv. In der Folge nahm er an deutschen Meisterschaften, Europa- und Weltmeisterschaften sowie den Weltspielen für Behinderte (ab 1988 Paralympische Spiele) teil. Nach den Paralympics 1988 in Seoul zog sich Emmel zugunsten seiner Familie aus dem nationalen und internationalen Sportgeschehen zurück, blieb aber beim TV Seckbach weiter sportlich aktiv. Bis heute engagiert er sich ehrenamtlich auf Vereins- und Verbandsebene, seit 1987 beim Deutschen Rollstuhl-Sportverband und seit 1994 beim Rollstuhl-Sport-Club Frankfurt.

## Funktionen
- Vorsitzender des Rollstuhl-Sport-Clubs Frankfurt e. V.

## Sportliche Erfolge
- 13-maliger Deutscher Meister im Tischtennis-Einzel
- 10-maliger Deutscher Meister im Tischtennis-Doppel
- 7-maliger Europameister im Tischtennis
- 1987 in Australien 2-facher Weltmeister im Tischtennis-Einzel und -Doppel
- 1968 Paralympics in Tel Aviv, Israel: Goldmedaille im Tischtennis-Einzel[2], Silbermedaille im Tischtennis-Doppel[3], Goldmedaille und Weltrekord im 25-Meter-Brustschwimmen[4], Silbermedaille im 25-Meter-Rückenschwimmen[5], Silbermedaille im 25-Meter-Freistilschwimmen[6]
- 1972 Paralympics in Heidelberg, Deutschland: Silbermedaille im Tischtennis-Einzel, Silbermedaille im Tischtennis-Doppel
- 1976 Paralympics in Toronto, Kanada: Goldmedaille im Tischtennis-Einzel[7], Silbermedaille im Tischtennis-Doppel, Silbermedaille im Diskuswurf[8], Silbermedaille im 25-Meter-Brustschwimmen[9], Silbermedaille im 25-Meter-Freistilschwimmen[10]
- 1980 Paralympics in Arnhem, Niederlande: Goldmedaille im Tischtennis-Einzel[11], Goldmedaille im Tischtennis-Doppel[12], Silbermedaille im 25-Meter-Freistilschwimmen[13], Goldmedaille und Weltrekord im 3-mal-25-Meter-Freistilschwimmen[14]
- 1984 Paralympics in New York City, USA / Stoke Mandeville, Großbritannien: Goldmedaille im Tischtennis-Einzel[15], Silbermedaille im Tischtennis-Doppel[16]
- 1988 Paralympics in Seoul, Südkorea: Goldmedaille im Tischtennis-Einzel[17], Goldmedaille im Tischtennis-Doppel[18]

## Auszeichnungen
- Silbermedaille für den Behindertensport (1978 durch Bundespräsident Walter Scheel, 1989 durch Bundesinnenminister Dr. Wolfgang Schäuble)